# Весьолув (Великопольське воєводство)
Весьолув (пол. Wiesiołów) — село в Польщі, у гміні Домб'є Кольського повіту Великопольського воєводства.
Населення — 163 особи (2011).
У 1975-1998 роках село належало до Конінського воєводства.

## Демографія
Демографічна структура станом на 31 березня 2011 року:
|          | Загалом | Допрацездатний вік | Працездатний вік | Постпрацездатний вік |
| -------- | ------- | ------------------ | ---------------- | -------------------- |
| Чоловіки | 86      | 18                 | 59               | 9                    |
| Жінки    | 77      | 16                 | 44               | 17                   |
| Разом    | 163     | 34                 | 103              | 26                   |